# Pintura electrostática

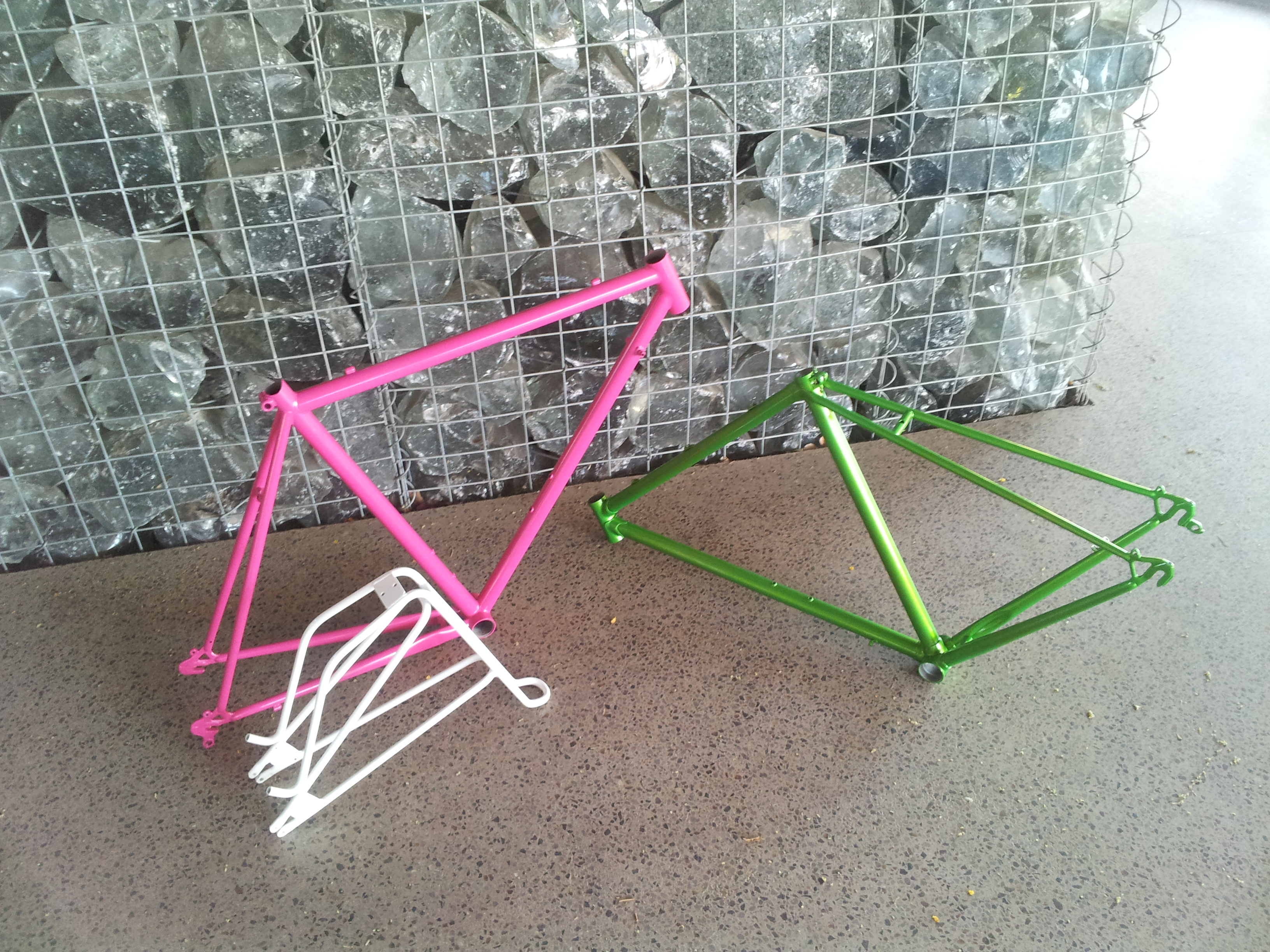
Pintura electrostática aplicada a varios cuadros de bicicleta.

La pintura electrostática, o lacado pintuco, en muchos países llamada también pintura en polvo, es  un tipo de recubrimiento que se aplica como un fluido, de polvo seco, que suele ser utilizado para crear un acabado duro que es más resistente que la pintura convencional.
El proceso se lleva a cabo en  instalaciones equipadas que proporcionen un horno  de curado, cabinas para la aplicación con pistolas electrostáticas y por lo general una cadena de transporte aéreo, donde se cuelgan las piezas, por lo general electrodomésticos, extrusiones de aluminio, piezas de automóviles y bicicletas donde se cubren con una pintura en «polvo» (también llamada laminación).
La pintura se carga negativamente al pasar por una pistola conectada a un voltaje de 60 kV o más, siendo atraída por la pieza colgada, cargada positivamente y conectada a tierra.
Se consiguen excelentes resultados tanto en términos de acabado como de sellado hermético. En la industria manufacturera se encuentra una amplia aplicación, de hecho, desde un punto de vista operacional, es más fácil de aplicar, y en cuanto a la seguridad, no crea ningún problema para los operadores ni para el medio ambiente. 
Se puede aplicar a materiales tales como acero, aluminio y metales galvanizados. Con los colorantes se pueden obtener todos los matices de color, incluso la gama de RAL 7032.

## Usos y aplicaciones de la pintura en polvo electroestático
- Objetos, piezas y partes metálicas ferrosas y no ferrosas:

Muebles metálicos y plásticos de oficina, archivadores, armarios de metal (lockers), gabinetes, conductos, repisas, pedestales, costados, mástiles, bases, pantallas, faldones, herrajes y accesorios para oficina abierta.
- Sector comercial:

Estanterías, exhibidores, luminarias, equipos de calefacción, señales de tránsito, esculturas, ornamentación, bicicletas, motocicletas, amortiguadores, piezas de automóviles, limpiaparabrisas, exhostos, cerrajería, artesanías, juguetes, artículos en alambre, cajas fuertes.
- Sector industrial:

Lámina, tubería, platina y perfilería en cold rolled y hot rolled, maquinaria, herramientas, imprimaciones anticorrosivas, andamios, piezas metalúrgicas, vigas, planchas, formaletas, estanterías, conductos, Caños, tuberías, galpones, silos,  electrodomésticos, partes y piezas de automóviles, tejas metálicas onduladas y acanaladas, conductos de ventilación.
- Sector hospitalario:

Camillas, estructuras de mesas y camas, biombos, ortopédicos, escalas, carros de instrumentación, mesas puente, paneles médicos.
- Sector hogar:

Muebles de terraza, barandas, escaleras, estufas, neveras, radiadores, buzones, calentadores, pasamanos, camas, mesas, marcos para cuadros, repisas, roperos, rejillas de aire acondicionado, cerraduras, grifos, elementos sanitarios, puertas, portones, protecciones, paneles para fachadas.
- Sector eléctrico:

Canaletas, dieléctricos, postes de alumbrado, portacables, tableros, contadores, cofres, bastidores y gabinetes eléctricos, carcasas de transformadores.
- Objetos, piezas y partes en aluminio:

Perfilería de aluminio para divisiones para baño y oficina, ventanería arquitectónica, portones de acceso, cortasoles, láminas, marcos, puertas, llantas de automóviles.